# Ilion
Ilion este un oraș în Grecia, aflat în prefectura Atena.